# Lamborghini Murciélago Roadster
De Lamborghini Murciélago Roadster is de cabrioletuitvoering van de Murciélago. De auto werd in 2004 onthuld en toegevoegd aan het gamma van Lamborghini. De auto heeft dezelfde 6.2L V12 als de coupé, en heeft ook hetzelfde vermogen. De sprint van 0-100 km/u blijft ook op 3,8 seconden, de topsnelheid gaat echter van 330 km/u naar 320 km/u.
Toen de Murciélago in 2006 vervangen werd door de Murciélago LP640, werd het duidelijk dat ook de Murciélago Roadster opgevolgd zou worden door de Roadster-variant van de LP640. Dit gebeurde in 2007 en de auto kreeg de naam Murciélago LP640 Roadster mee.
Huidige modellen:
Huracán ·
Aventador ·
Urus
Uitvoeringen Lamborghini Gallardo:
Coupé ·
SE ·
Spyder ·
Superleggera ·
LP560-4 ·
LP560-4 Spyder ·
LP550-2 Valentino Balboni ·
LP570-4 Superleggera
Uitvoeringen Lamborghini Murciélago:
Coupé ·
Roadster ·
40th Anniversary ·
LP640 ·
LP640 Roadster ·
LP650-4 Roadster ·
LP670-4 SV ·
Reventón ·
Reventón Roadster
Oudere modellen:
350 GT · 
400 GT · 
Miura · 
Espada · 
Flying Star II · 
Islero · 
Jarama · 
Urraco · 
Countach · 
Silhouette · 
Jalpa · 
LM002 · 
Diablo · 
Murciélago ·
Gallardo
Concepten:
Alar ·
Asterion ·
Athon ·
Estoque ·
Sesto Elemento ·
Portofino